# Eudoliche osvalda
Eudoliche osvalda là một loài bướm đêm thuộc phân họ Arctiinae, họ Erebidae.